# Haltere la Jocurile Olimpice de vară din 2024 - feminin 71 kg
Proba de haltere categoria 71 de kg feminin de la Jocurile Olimpice de vară din 2024 de la Paris a avut loc la data de 9 august 2024, la Paris Expo Porte de Versailles.

## Program
Orele sunt ora Franței (UTC+1) 
| Data                  | Oră   |
| --------------------- | ----- |
| Vineri, 9 august 2024 | 19:30 |

## Rezultate
| Loc | Sportivă           | Țară                       | Smuls (kg) | Smuls (kg) | Smuls (kg) | Smuls (kg) | Aruncat (kg) | Aruncat (kg) | Aruncat (kg) | Aruncat (kg) | Total |
| Loc | Sportivă           | Țară                       | 1          | 2          | 3          | Rezultat   | 1            | 2            | 3            | Rezultat     | Total |
| --- | ------------------ | -------------------------- | ---------- | ---------- | ---------- | ---------- | ------------ | ------------ | ------------ | ------------ | ----- |
| 1   | Olivia Reeves      | Statele Unite ale Americii | 112        | 115        | 117        | 117 RO     | 140          | 145          | 150          | 145          | 262   |
| 2   | Mari Sánchez       | Columbia                   | 108        | 112        | 112        | 112        | 135          | 140          | 145          | 145          | 257   |
| 3   | Angie Palacios     | Ecuador                    | 110        | 114        | 116        | 116        | 135          | 138          | 140          | 140          | 256   |
| 4   | Siuzanna Valodzka  | AIN                        | 108        | 111        | 113        | 111        | 135          | 140          | 142          | 135          | 246   |
| 5   | Marie Fegue        | Franța                     | 110        | 110        | 114        | 110        | 132          | 133          | 138          | 133          | 243   |
| 6   | Chen Wen-huei      | Taipeiul Chinez            | 102        | 103        | 106        | 103        | 133          | 139          | 140          | 133          | 236   |
| 7   | Joy Ogbonne Eze    | Nigeria                    | 95         | 101        | 105        | 101        | 120          | 127          | 131          | 131          | 232   |
| 8   | Amanda Schott      | Brazilia                   | 100        | 104        | 106        | 106        | 117          | 123          | 131          | 123          | 229   |
| 9   | Neama Said         | Egipt                      | 97         | 101        | 102        | 97         | 120          | 125          | —            | 125          | 222   |
| 10  | Jacqueline Nichele | Australia                  | 90         | 94         | 98         | 94         | 115          | 120          | 120          | 115          | 209   |
| —   | Loredana Toma      | România                    | 111        | 115        | 117        | 115        | 131          | 133          | 134          | —            | NT    |
| —   | Vanessa Sarno      | Filipine                   | 100        | 100        | 100        | —          | —            | —            | —            | —            | NT    |